# Badli, Parasgad
Badli là một làng thuộc tehsil Parasgad, huyện Belgaum, bang Karnataka, Ấn Độ.